# Kuřimská Nová Ves
Kuřimská Nová Ves (deutsch Neudorf bei Gurein) ist eine Gemeinde in Tschechien. Sie liegt acht Kilometer nordöstlich von Velká Bíteš und gehört zum Okres Brno-venkov.

## Geographie
Kuřimská Nová Ves befindet sich in der zur Böhmisch-Mährischen Höhe gehörigen Křižanovská vrchovina (Krischanauer Bergland) rechtsseitig über den Tälern der Halda und Libochovka in der Quellmulde eines kleinen Zuflusses zur Libochovka. Westlich des Dorfes verläuft die Bahnstrecke Brno-Havlíčkův Brod, die nächste Bahnstation Níhov liegt zweieinhalb Kilometer südwestlich. Nördlich erhebt sich die Pláně (477 m) und im Osten der Mlýnský vrch (435 m).
Nachbarorte sind Kutiny und Řikonín im Norden, Újezd u Tišnova und Chytálky im Nordosten, Kuřimské Jestřabí im Osten, Blahoňov im Südosten, Prosatín im Süden, Katov im Südwesten, Na Burkách und Níhov im Westen sowie Lubné im Nordwesten.

## Geschichte
Die erste schriftliche Erwähnung des Dorfes erfolgte im Jahre 1364.
Nach der Aufhebung der Patrimonialherrschaften bildete Nová Ves Kuřím/Neudorf Gurein ab 1850 eine Gemeinde im Brünner Bezirk. Zum Ende des 19. Jahrhunderts wurde das Dorf als Nová Ves u Kuřími bezeichnet. Seit 1896 gehörte die Gemeinde unter dem Namen Nová Ves u Kuříma zum neu gebildeten Bezirk Tischnowitz. Zu Beginn des 20. Jahrhunderts setzte sich die Bezeichnung Kuřímská Nová Ves durch und seit 1923 führt der Ort den amtlichen Namen Kuřimská Nová Ves. 1939 begann westlich des Dorfes der Bau der Eisenbahnstrecke von Tišnov nach Havlíčkův Brod. Während der deutschen Besetzung wurde in den beiden Tunneln der Strecke unter dem Decknamen Diana eine unterirdische Fertigungsanlagen der Messerschmitt GmbH errichtet, in denen Tragflächen produziert wurden. In der Umgebung entstanden zum Ende des Zweiten Weltkrieges Kriegsgefangenenlager. Die Baracken des Lager Kutiny wurden nach Kriegsende zu Erholungsobjekten umgebaut. Nach der Auflösung des Okres Tišnov kam das Dorf mit Beginn des Jahres 1961 zum Okres Žďár nad Sázavou. Zum 1. Januar 2002 erfolgte die Eingemeindung von Prosatín. Seit Beginn des Jahres 2005 gehört die Gemeinde Kuřimská Nová Ves zum Okres Brno-venkov. Die Kirche des hl. Antonius von Padua ist eine Filiale der Pfarre Deblín.

## Gemeindegliederung
Die Gemeinde Kuřimská Nová Ves besteht aus den Ortsteilen Kuřimská Nová Ves (Neudorf) und Prosatín (Prosatin).

## Sehenswürdigkeiten
- Filialkirche des hl. Antonius von Padua, geweiht 1937
- Kapelle Maria Rosenkranz in Prosatín
- Naturdenkmal Pláně mit einer Fläche von 9,3 ha, der Wacholderbestand befindet sich nordöstlich des Dorfes
- zwei denkmalgeschützte 250-jährige Linden an der Kirche
- Felsental der Halda, westlich von Kuřimská Nová Ves
- zwei Tunnel der Bahnstrecke Brno-Havlíčkův Brod